# Jorge FitzClarence
Jorge Augusto Federico FitzClarence, I conde de Munster (Londres, 29 de enero de 1794-ibidem, 20 de marzo de 1842), fue un militar inglés.

## Biografía
El hijo mayor ilegítimo de Guillermo IV del Reino Unido y su amante de mucho tiempo Dorotea Jordan, tenía una buena educación, aunque su inglés escrito era pobre (al igual que el de varios de sus tíos de la realeza). Al igual que sus hermanos, tuvo poco contacto con su madre después de que sus padres se separaron en 1811, prefiriendo confiar en las expectativas de su padre. Sirvió como oficial del ejército durante la Guerra de la Independencia Española y posteriormente en la India. Su padre, aunque orgulloso de su historial militar, estaba profundamente preocupado por su vicio a la bebida y el juego, vicios a los que eran propensos muchos de los hermanos de Guillermo.
Fue nombrado conde de Munster, vizconde de FitzClarence y barón de Tewkesbury el 4 de junio de 1831, y nombrado consejero privado en 1833. «Conde de Munster» había sido un título que ostentaba su padre antes de su ascensión al trono británico. Jorge, al igual que sus hermanos, estaba descontento con las disposiciones que se le hacían y esto, unido a su creciente inestabilidad mental, provocó una serie de rencillas con su padre, que terminaron en una ruptura total de las relaciones entre ellos. El distanciamiento causó gran angustia al rey, pero sus allegados pensaron que era mejor que hubiera el menor contacto posible, ya que las visitas de Munster invariablemente molestaban a su padre. Ni siquiera la muerte de la hermana de Munster, Sofía de L'Isle, la hija favorita del rey, en abril de 1837, provocó una reconciliación.
Obtuvo el rango de mayor general en el ejército británico y ocupó el cargo de ayudante de campo de su padre, el rey Guillermo IV, entre 1830 y 1837. Ocupó el cargo de teniente de la Torre de Londres entre 1831 y 1833, fue alguacil y gobernador del castillo de Windsor entre 1833 y 1842 y ayudante de campo de la reina Victoria entre 1837 y 1841. Fue elegido presidente de la Royal Asiatic Society en 1841.

## Matrimonio e hijos
FitzClarence se casó con María Wyndham (29 de agosto de 1792 - 3 de diciembre de 1842), hija de Jorge Wyndham, III conde de Egremont y su amante Isabel Fox, el 18 de octubre de 1819. Tuvieron siete hijos:
- Lady Adelaida Georgiana FitzClarence (28 de agosto de 1820 - 11 de octubre de 1883); murió soltera.
- Lady Augusta Margarita FitzClarence (29 de julio de 1822 - 5 de septiembre de 1846); se casó con el barón Canuto Felipe Bonde en París en 1844, murió de fiebre puerperal en Katrineholm, Suecia; tuvieron una hija (Ingeborg Augusta Sofia Bonde, 1846–1872).
- Guillermo Jorge FitzClarence, segundo conde de Munster (19 de mayo de 1824 - 30 de abril de 1901).
- Federico Carlos Jorge FitzClarence (1 de febrero de 1826 - 17 de diciembre de 1878); se casó con Adelaide Augusta Guillermina Sidney, hija de su tía Sofía FitzClarence; sin hijos.
- Lady María Gertrudis FitzClarence (ca. 1832 - 1834); murió en la infancia.
- Capitán Jorge FitzClarence (15 de abril de 1836 - 24 de marzo de 1894); se casó con María Enriqueta Scott (d. 1912), tuvo descendencia, incluyendo a Carlos FitzClarence. Abuelo del sexto conde de Munster y bisabuelo del séptimo (y último) conde.
- Teniente Eduardo FitzClarence (8 de julio de 1837 - 23 de julio de 1855); soltero, murió a causa de heridas sufridas durante el sitio de Sebastopol en la Guerra de Crimea.

## Muerte
FitzClarence se suicidó a los 48 años en Londres. Se pegó un tiro con una pistola que le regaló el rey Jorge IV cuando era Príncipe de Gales. El primer disparo solo hirió su mano; mientras su lacayo fue en busca de ayuda, después de haberle dicho que había habido un accidente, Lord Munster se metió el arma en la boca con la mano izquierda y se pegó un tiro en la cabeza. Su suicidio no sorprendió a su familia, que durante mucho tiempo había estado preocupada por su estado mental; el biógrafo de su padre lo atribuye a «una sensación paranoica de persecución». En su investigación, su médico y un cirujano le dijeron al forense que creían que se estaba volviendo loco, y en los últimos años se ha especulado que padecía la enfermedad probablemente hereditaria de porfiria que había afectado a su abuelo y a varios otros miembros de la familia.
Fue sucedido en el condado y otros títulos por su hijo mayor, William. Edmund Hodgson ofreció a la venta una subasta de 'la valiosa y extensa biblioteca de un noble' el 22 de marzo de 1855 (y durante los cinco días posteriores) en Londres, y la copia del catálogo en la Biblioteca de la Universidad de Cambridge (marca Munby.c.116 (9)) tiene una atribución a lápiz al 'Conde de Munster'. Dada la fecha de la venta, 13 años después de la muerte del primer conde, es difícil saber si estos eran sus libros o los de su hijo, pero parece probable que fuera el hijo quien vendía la colección de su padre.

## Obras
- Memoirs of the Late War: Comprising the Personal Narrative of Capt. Cooke, the History of the Campaign of 1809 in Portugal, by the Earl of Munster, and a Narrative of the Campaign of 1814 in Holland (1831); Relato de sus experiencias en la Guerra de la Independencia Española.[10]
- Fahrasat al-kutub allatī narghabu an nabtāʻahā wa-al-masāyil allatī tuwaḍḍiḥu jins al-kutub allatī narghabu al- فهرسة الكتب التي نرغب أن نبتاعها والمسايل التي توضح جنس الكتب التي نرغب الحصول عليها انما نجهل اسمايها والمسايل في علم الحرب ʻalayhā innamā najhalu asmāyihā wa-al-masāyil fī ʻilm al-ḥar b ( فهرسة الكتب التي نرغب أن نبتاعها والمسايل التي توضح جنس الكتب التي نرغب الحصول عليها انما نجهل اسمايها والمسايل في علم الحرب ) (1840); sobre el arte de la guerra islámica, una lista de catálogo de deseos de biblioteca en árabe, persa, turco e indostaní, compilada por Aloys Sprenger y encargada por FitzClarence.
- Meadows of gold and mines of gems (traducción del árabe 'Murudj al-dhaha'; مروج الذهب ), (Londres, 1841); de Aloys Sprenger; Traducción al inglés de la enciclopedia histórica del erudito abasí del siglo X al-Masudi dedicada al conde de Munster. En su prefacio, el orientalista austríaco reconoce la ayuda del conde en la corrección y traducción del árabe al idioma inglés, y en la compilación de las notas.[11]